# Забор (мультфильм)
«Забор» (англ. «Fence») — советский микрометражный мультипликационный фильм 1967 года. Создан для демонстрации на Всемирной выставке в Монреале (Экспо-67), проходившей под девизом «Человек и его мир».
По условиям показа продолжительность мультфильма не должна была превышать одной минуты.
Фильм с большим успехом также демонстрировался на международном кинофестивале мультипликационных фильмов в Аннеси.
В 1968 году блиц-фильм «Забор», который часто называли лучшей работой Льва Атаманова, вошёл (вместе с мультфильмами «Бегемот» и «Велосипедист») в мультипликационный альманах для взрослых «Калейдоскоп-68». В дополнение мультфильма «Забор» была снята маленькая философская притча «Велосипедист».

…оба эти фильмика я очень люблю.— Лев Атаманов.

## Сюжет
По обе стороны высокого ярко-жёлтого забора, не видя одна другую, идут две очень несхожие между собой собаки. Почуяв присутствие друг друга, они начинают угрожающе рычать. Рычание переходит в ожесточённый лай. Беснуясь в нарастающей злобе, псы бросаются на забор. Их атаки становятся всё агрессивнее.
Неожиданно под мощный грохот забор рушится. Между противниками больше нет преграды.
Присмирев от неожиданности, собаки мгновение молча разглядывают друг друга. Затем злоба вспыхивает с новой силой, и в ярости псы сталкиваются между собой. Ненависть достигает апогея.
Внезапно один из псов смолкает, закашлявшись от лая. Образовавшейся паузы оказывается достаточно, чтобы собаки получили возможность обнюхаться и понять, что при всей внешней несхожести — принципиальных различий и разногласий между ними нет. Это открытие вызывает улыбки на их мордах. «Пометив» единственную оставшуюся от жёлтого забора штакетину, которая отзывается на это молодыми зелёными побегами, собаки, дружелюбно пересмеиваясь, спокойно и уверенно отправляются в совместный путь, озарённый великолепно сияющим солнцем.

## Создатели
| Авторы сценария        | Лев Аркадьев, Лев Атаманов Игорь Болгарин |
| Режиссёр               | Лев Атаманов                              |
| Художники-постановщики | Розалия Зельма, Анатолий Петров           |
| Оператор               | Михаил Друян                              |
| Композитор             | Михаил Меерович                           |
| Звукооператор          | Георгий Мартынюк                          |
| Монтажер               | Лидия Кякшт                               |
| Ассистент режиссёра    | Лидия Никитина                            |
| Ассистент оператора    | Наталия Наяшкова                          |
| Редактор               | Р. Фричинская                             |
| Директор картины       | Федор Иванов                              |